# Víctor Ide
Víctor Alejandro Ide Benner es un ingeniero chileno, ex gerente general de la Empresa de Correos de Chile (CorreosChile) y exejecutivo principal de la operadora de buses Tur Bus.
Hijo del médico osornino Víctor Ide Richter, cercano al empresario Horst Paulmann, y de Edith Berta Benner Walter, se educó en el Colegio Alemán de la capital chilena (donde trabó amistad con Manfred, hijo de Horst) y luego en la Pontificia Universidad Católica, donde se tituló como ingeniero civil industrial. Posteriormente obtuvo un Maestría en Administración de Negocios (MBA) en la Universidad Adolfo Ibáñez.
Entre 1993 y 2000 se desempeñó en la filial chilena de Unilever, puntualmente como gerente de innovación y gerente de la cadena de abastecimiento. El último año pasó a LanChile, donde ocupó cargos relacionados con logística y mantenimiento.
Entre agosto de 2006 y febrero de 2010 se desempeñó como gerente del negocio de centros comerciales e inmobiliario de la minorista Cencosud en Chile tras una propuesta de Paulmann, controlador de la firma.
A mediados de 2010, luego de la llegada de Sebastián Piñera al Gobierno, fue nombrado gerente general de la estatal CorreosChile. Un año después dejó el cargo para pasar a la gerencia general corporativa de la empresa de transporte.